# Wessin
Wessin ist ein Stadtteil von Crivitz im Landkreis Ludwigslust-Parchim in Mecklenburg-Vorpommern (Deutschland).

## Geografie und Verkehr
Wessin liegt an der Bundesstraße 392. Die Bundesautobahn 14 (ca. 17 km) ist über die Anschlussstelle Schwerin-Ost erreichbar. Der Ort liegt etwa sechs Kilometer östlich von Crivitz. Im Süden des früheren Gemeindegebietes befindet sich das Waldgebiet Mordkuhle. Höchste Punkte der ehemaligen Gemeinde sind eine unbenannte Anhöhe im Nordwesten mit 73,3 m ü. NHN, der Schwarze Berg (71,3 m) und der Elsterberg mit 70,3 m ü. NHN südlich des Ortes Wessin.

## Geschichte
Der Name ist slawischen Ursprungs und bedeutet so viel wie „Wenden“ oder „Umkehren“.
Am 1. Juli 1950 wurden die bis dahin eigenständigen Gemeinden Badegow und Radepohl eingegliedert.
Am 1. Januar 2011 wurde die Gemeinde Wessin mit ihren Ortsteilen Badegow, Radepohl und Wessin nach Crivitz eingemeindet. Die Gemeinde hatte eine Fläche von 17,07 km² und 438 Einwohner (Stand 31. Dezember 2009). Vor der Eingemeindung wurde die Gemeinde vom Amt Crivitz verwaltet.

## Sehenswürdigkeiten
- Fachwerksgutshaus

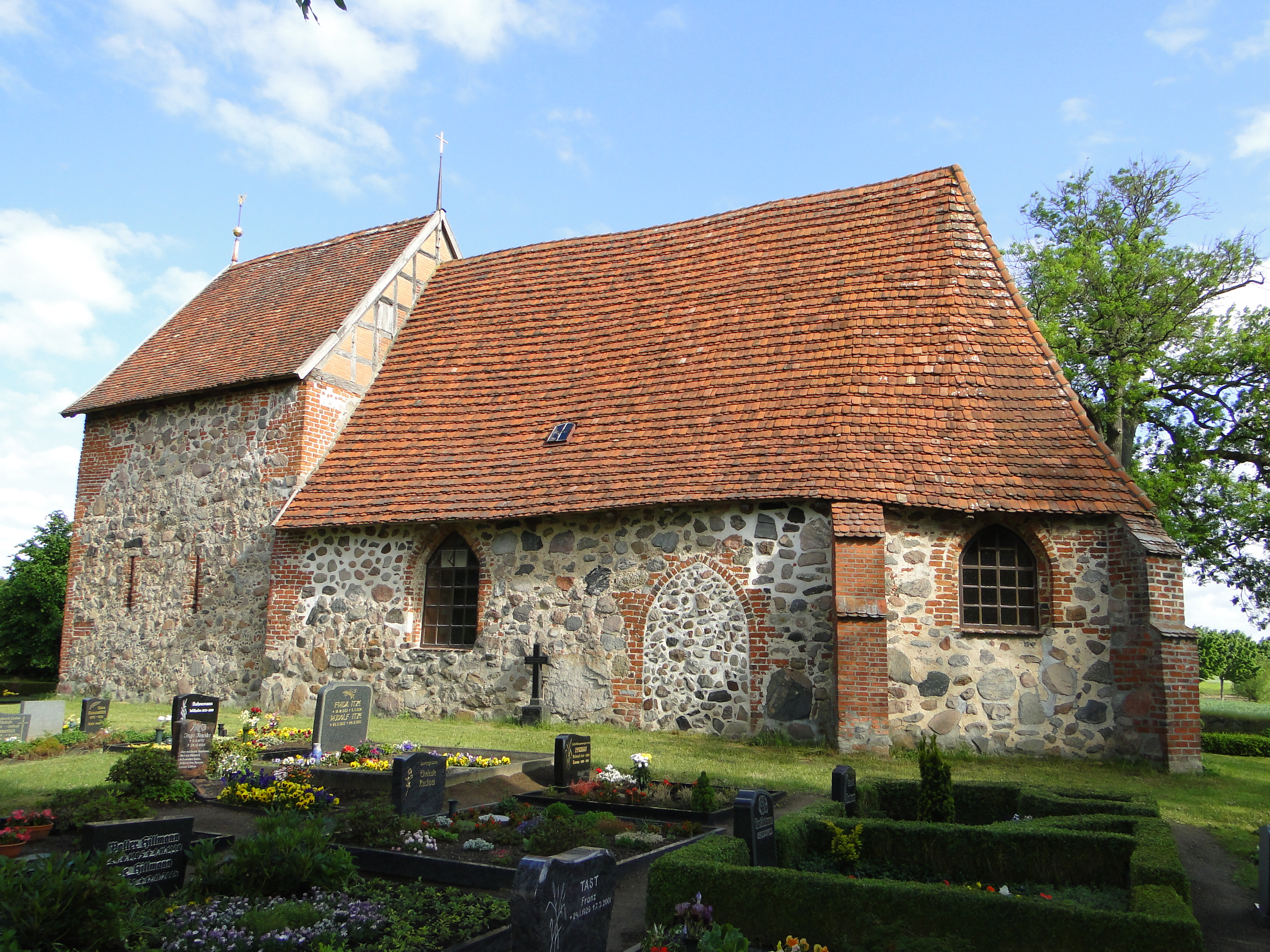
Dorfkirche in Wessin

- einer der größten und ältesten Tulpenbäume Deutschlands (Höhe von 32 Metern und einem Stammdurchmesser von 1,40 Metern) im alten Gutspark
- Dorfkirche Wessin

## Persönlichkeiten
- Ferdinand von Dannenberg (* 1818 in Wessin; † 1893 in Berlin), preußischer General der Infanterie
- Friedrich Christian Gottlieb Albert Schütze (* 1829 Wessin; † 1912 Ludwigslust), 1850–1856 Lehrer in England, 1864 Rektor in Rehna, 1882 Präpositus